# Филократ (писатель)
Филокра́т (др.-греч. Φιλοκράτης) — древнегреческий историк, автор специального трактата о Фессалии (Θετταλικά), от которого сохранились лишь два небольших фрагмента (они представлены К. Мюллером в его «Фрагментах греческих историков»: FHG IV.477). Писатель Афиней хотя и выражает сомнение в подлинности этого сочинения, все же ссылается на него (а именно на вторую книгу), когда рассказывает о пенестах: этих последних, дескать, по-другому называли еще Θετταλοικέται — «фессалийскими рабами» (Афиней. IV.264 А).
Филократу также приписывается тот вариант мифологической генеалогии, согласно которому матерью Патрокла была Полимела, дочь Пелея (Аполлодор. III.13.8.5).
Никакой иной информации — ни о жизни, ни о трудах этого историка — до нас не дошло.